# Torbiel moczownika
Torbiel moczownika (łac. cystis urachalis) – wada rozwojowa, wypełniona płynem pozostałość pierwotnej omoczni. Niekiedy jest wyczuwalna u noworodka jako guz w połowie odległości między pępkiem a spojeniem łonowym. Jest to rzadka anomalia, podobnie jak pozostałe wady związane z przetrwałymi pozostałościami moczownika (przetrwały moczownik, przetoka moczownika, szczelina pępkowa). Torbiel moczownika tworzy się w wyniku niezarośnięcia jego środkowej części; z reguły jest bezobjawowa i przez to niezdiagnozowana. W badaniach autopsyjnych częstość tej wady oceniono na 1:5000 urodzeń, przy dwukrotnie częstszym występowaniu u chłopców. Przetrwałe połączenie z pęcherzem moczowym może doprowadzić do infekcji i ujawnienia się wady pod postacią zakażonej torbieli moczownika.